# Santa Rosa (Santa Coloma de Gramenet)
Santa Rosa és un barri del districte V de Santa Coloma de Gramenet (Barcelonès) situat al Sud-Est del nucli urbà i ocupa la vall del torrent d'en Gener i el vessant nord de la serra d'en Mena. Ocupa unes 25,22 ha i és el més poblat del districte.
Es formà a partir dels anys 20 amb la parcel·lació de finques rústiques com la de can Banús Vell i la construcció de la carretera de Sant Adrià de Besòs a la Roca del Vallès. A partir del 1950, amb la intensificació de l'arribada a Barcelona de població d'altres indrets de l'Estat, la urbanització dels barris que avui ocupen la serra d'en Mena s'accelerà i provocà un creixement anàrquic i un dèficit d'equipaments i serveis.
L'any 2011 s'inaugurà l'estació de Santa Rosa de la L9 del metro de Barcelona, les obres de la qual van provocar el reallotjament d'alguns habitants del barri per tal de construir l'estació.